# Vittorio Barone Adesi
Vittorio Barone Adesi (Tropea, 14 febbraio 1915 – Reggio Calabria, 12 agosto 1984) è stato un politico italiano.

## Biografia
Ricoprì due volte la carica di Sindaco di Reggio Calabria, dal 25 febbraio 1958 al 4 giugno 1959 e dal 14 marzo 1965 al 12 marzo 1966.
Fu docente universitario e Preside del Liceo Scientifico Alessandro Volta e poi al Leonardo da Vinci di Reggio Calabria.
Lottò per l'istituzione della Corte d'appello nella città di Reggio Calabria e riuscì ad ottenerne l'istituzione.